# 101e régiment d'infanterie (France)
Pour les articles homonymes, voir 101e régiment.
Le 101e régiment d'infanterie (101e RI) est un régiment d'infanterie de l'Armée de terre française créé sous la Révolution à partir du régiment Royal-Liégeois, un régiment français d'Ancien Régime.

## Création et différentes dénominations

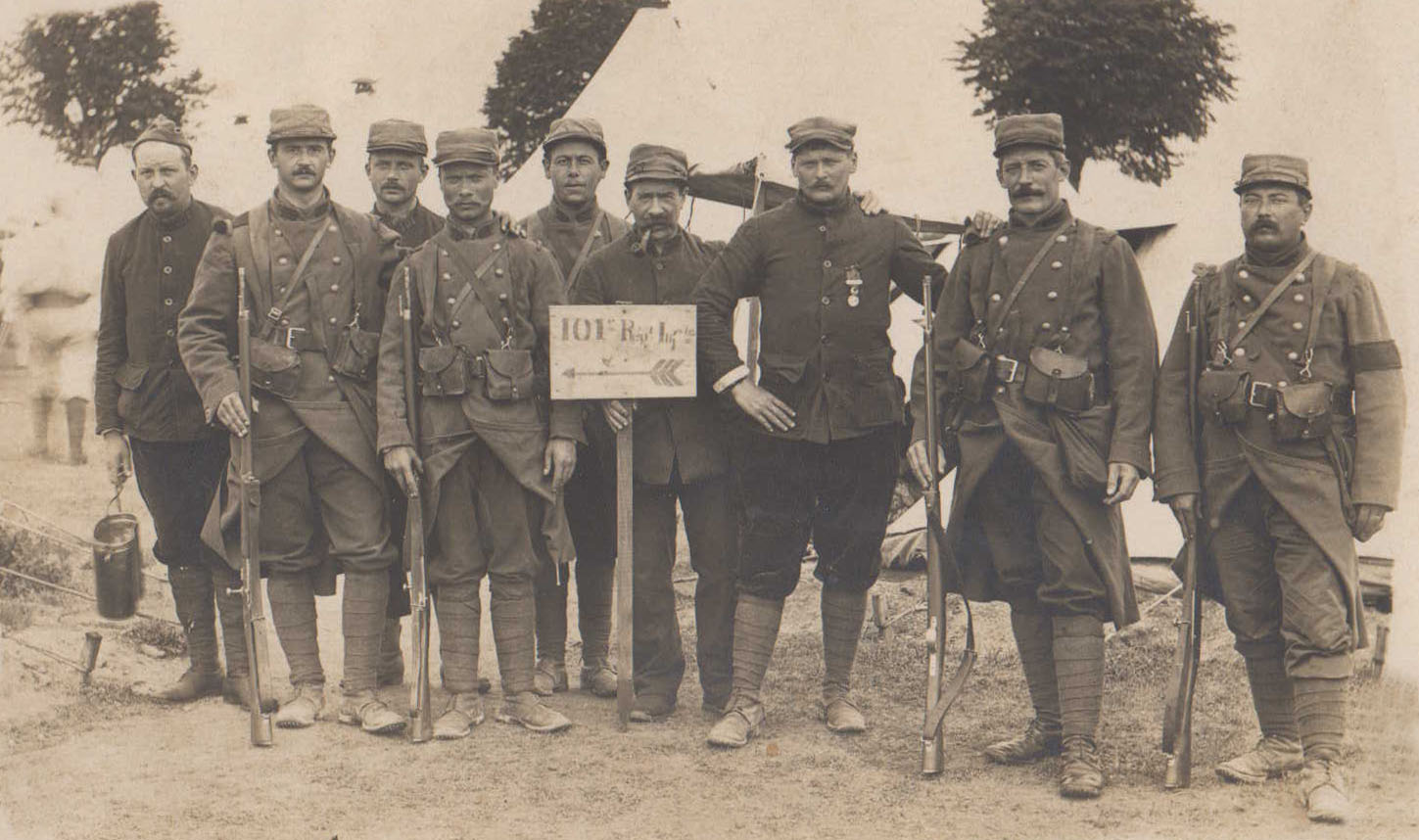
Des soldats du en 1915

- 1787 : Régiment Royal-Liégeois.
- 1791 : 101e régiment d'infanterie.
- 1793 : 101e demi-brigade de première formation.
- 1796 : dissolution
- 1799 : 101e demi-brigade de deuxième formation.
- 1803 : 101e régiment d'infanterie de ligne.
- 16 juillet 1815 : comme l'ensemble de l'armée napoléonienne, il est licencié lors de la Seconde Restauration
- Lors de la réorganisation des corps d'infanterie français en 1820, le 101e régiment d'infanterie de ligne n'est pas recréé, son numéro reste vacant jusqu'en 1855.
- 1855 : 101e régiment d'infanterie de ligne.
- 1856 : dissolution
- 1859 : 101e régiment d'infanterie de ligne.
- 1862 : licencié[1]
- 1872 : 101e régiment d'infanterie de ligne.
- 1882 : 101e régiment d'infanterie.
- 1914 : à la mobilisation, il donne naissance au 301e régiment d'infanterie
- 1923 : dissolution[Note 1]
- 1939 : 101e régiment d'infanterie.
- 1940 : dissolution

## Chefs de corps
- 1791 : colonel de Ternant
- 1791 : colonel de Sames
- 1793 : chef de brigade Miollis
- 1795 : chef de brigade Venoux
- 1799 : chef de brigade Bernard Augustin Cardenau.
- 1808 : colonel Joseph Gabriel Lapointe.
- 1811 : colonel Dherbez-Latour[Note 2].
- de 1815 à 1855 le no 101 est vacant
- 1855 : colonel Jacques-Auguste-Anne-Adolphe Besoux.
- 1859 : colonel Pouget
- 1871 : colonel Alexis Hubert de La Hayrie.
- 1876 : colonel Jean Cornier.
- 1881 : colonel Pierre Jacques Bartet.
- 1886 : colonel Paul Édouard Alfred Darras.
- 1890-: colonel Claude Dosse.
- 9 mars 1897 - 1907 : colonel Eugène Arthur Boucher[2]
- 23 septembre 1913 au 31 août 1914 : colonel Léon Gaston Jean-Baptiste Farret[Note 3]
- 31 août 1914 au 3 septembre 1914 : chef de bataillon Pierre Charles Émile Lebaud (par intérim).
- 3 au 15 septembre 1914 : lieutenant-colonel François Marc Célestin Ferran[Note 4]
- 15 au 23 septembre 1914 : chef de bataillon Pierre Charles Émile Lebaud (par intérim).
- 21 au 23 septembre 1914 : capitaine Nicolas (par intérim).
- 23 septembre 1914 au 4 avril 1916 : chef de bataillon puis lieutenant-colonel Pierre Charles Émile Lebaud.
- 4 avril 1916 au 17 août 1917 : lieutenant-colonel Antoine Philippe Joseph Lanusse.
- 23 août 1917 au 12 juin 1918 : lieutenant-colonel Jean Hilaire.
- 12 juin 1918 au 16 mai 1919 : chef de bataillon, puis lieutenant-colonel, et enfin colonel Jean-Pierre Louis Marie de Benoist.
- 16 mai 1919 au ? : colonel Marie Alexis Ernest Hinaux.

- 1922 : colonel Chardigny.

## Historique des garnisons, combats et batailles du101eRI

### Ancien Régime
Le régiment est né à la Révolution à la suite de l'éclatement du Régiment des Gardes françaises. De cette dislocation sont également nés les 102e et 103e régiments d'infanterie

### 101erégiment d'infanterie de ligneci-devant Royal-Liégeois (1791-1792)
L'ordonnance du 1er janvier 1791 fait disparaître les diverses dénominations, et les corps d'infanterie ne sont désormais plus désignés que par le numéro du rang qu'ils occupaient entre eux. Ainsi, 101 régiments sont renommés. Les régiments sont toutefois largement désignés avec le terme ci-devant, comme 101e régiment d'infanterie ci-devant Royal-Liégeois.

Chaque régiment n'eut plus qu'un drapeau aux couleurs rouge, blanc et bleu, ayant d'un côté cette inscription : Obéissance à la Loi et de l'autre le numéro du régiment et les noms des actions éclatantes où il s'était trouvé.

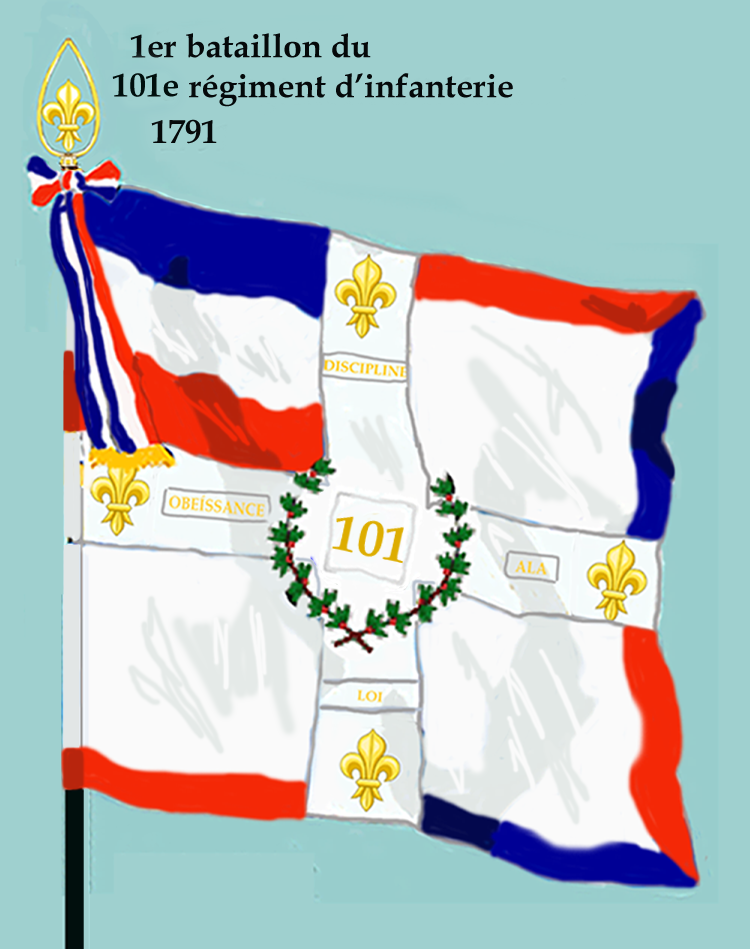
Drapeau du 1er bataillon du 101e régiment d'infanterie de ligne de 1791 à 1793
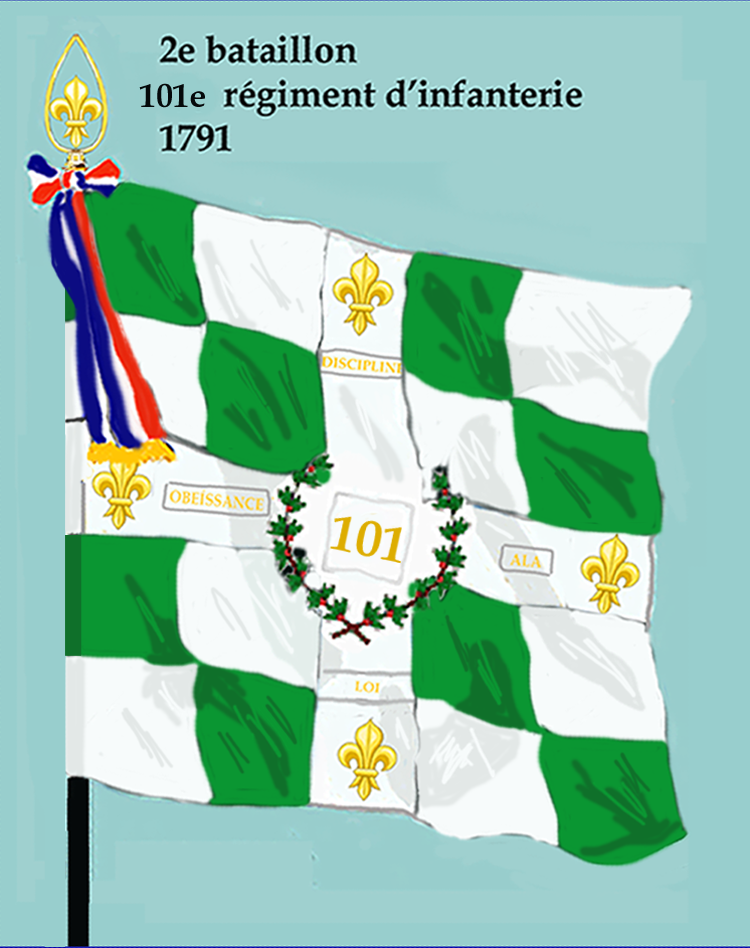
Drapeau du 2e bataillon du 101e régiment d'infanterie de ligne de 1791 à 1793

#### Révolution
Le 21 septembre 1792, comme l'ensemble des régiments étrangers, le régiment est licencié.

### 101edemi-brigade de première formation(1793-1796)

#### Guerres de la Révolution et de l'Empire
En 1793, lors du premier amalgame la 101e demi-brigade de première formation est formée au camp de Barraux, près de Grenoble avec les :
- 1er bataillon du 51e régiment d'infanterie (ci-devant La Sarre)
- 3e bataillon de volontaires des Bouches-du-Rhône
- 6e bataillon de volontaires des Bouches-du-Rhône

Elle est dirigée sur l'armée d'Italie et cantonnée à Monaco, L'Escarène et Castiglione, et y passe l'hiver.
En 1794, la demi-brigade participe aux combats des 6 et 8 avril près d'Osseille, puis il se porte le 9 sur Loano, et prend part à la prise de cette ville sous le commandement du général Cervoni. Le 26 avril, le 2e bataillon enlève le mont Fougasse, et le 29, la demi-brigade se cantonne dans les positions conquises, qu'elle occupe jusqu'au mois de septembre. 
Le 18 septembre les 1er et 3e bataillons, rattachés à la brigade Cervoni, quittent leurs cantonnements des environs de Loano  et enlèvent le lendemain le poste de Tovo San Giacomo. Le 21, à Cairo, les trois colonnes qui composaient
l’expédition attaquèrent les Autrichiens à l'arme blanche et les rejetèrent dans le plus grand désordre après avoir perdu un millier d’hommes. Les 1er et 3e bataillons, restèrent dans la brigade Cervoni, et occupèrent San-Giacomo et Melogno (it) tandis que le 2e bataillon est envoyé à Antibes, puis à Nice, où il arriva le 30 octobre.
L'hiver de 1794-1795 se passa en changements de postes insignifiants, et le 24 mai, la demi-brigade se trouvait partagée en deux. Le 1er bataillon restait sous les ordres du général Cervoni à la division Freytag, qui était cantonnée de Savone à la tour de Melogno et les 2e et 3e bataillons, affectés à la brigade Gouvion, division Masséna, occupant le mont Saint-Bernard. Au mois de novembre, lorsque l’armée des Pyrénées orientales eut rejoint celle d'Italie, le général Schérer se porta en avant. La 101e tout entière faisait partie du petit corps d’armée commandé par Masséna. Le 23 novembre, les passages des Apennins furent franchis, les Autrichiens surpris et culbutés, et le 24, la bataille recommença, mais ne fut bientôt plus qu’une poursuite. Mais la 101e était du nombre des corps qui avaient payé cher ce brillant succès. Les moyens dont on disposait alors n’ayant pas permis de la renforcer suffisamment, elle est versée en entier à la 84e demi-brigade le 23 février 1796.

### 101edemi-brigade de deuxième formation(1799-1803)

#### Guerres de la Révolution et de l'Empire
En janvier 1799 la 101e demi-brigade de deuxième formation est constituée avec l'amalgame des :
- - Détachement de la 38e demi-brigade de deuxième formation.
  - Détachement de la 81e demi-brigade de deuxième formation.
  - Détachement de la 20e demi-brigade légère de deuxième formation.
  - De conscrits de l'an VII du département du Doubs
  - De conscrits de l'an VII du département de la Vienne
  - De déserteurs tirés de la prison de Strasbourg
  - De déserteurs tirés de la prison de Phalsbourg

Dirigée sur Strasbourg la 101e demi-brigade passe le Rhin le 1er germinal an VII (21 mars 1799), et occupe les défilés du val de la Kinzig. Après la perte de la bataille de Stockach et la retraite en deçà du Rhin, la 101e demi-brigade fut chargée de défendre la [forteresse d'Auenheim. Le 20 fructidor an VII (6 septembre 1799), dans une sortie heureuse, elle fait 62 prisonniers et quitte bientôt après Auenheim pour la redoute de Kehl. Le 11 brumaire an VII (1er novembre 1798) eut lieu une sortie durant laquelle les Autrichiens furent brillamment débusqués de toutes leurs positions et la 101e ramena une centaine de prisonniers. Lorsque le général Moreau vint prendre le commandement de l'armée, la 101e est dirigée sur Bâle, et placée sous les ordres du général Lecourbe. Au moment de l’entrée en campagne, le 1er bataillon, seul, eut l’honneur de prendre part aux opérations, et le 6 floréal an VIII (26 avril 1800), la demi-brigade passe le Rhin près d’Huningue et le 13 floréal an VIII (3 mai 1800), elle prend une part brillante à la victoire de Stockach, l'échec de l'année précédente, le 15 floréal an VIII (5 mai 1800) à la bataille de Moesskirch, le 25 prairial an VIII (14 juin 1800) à la bataille de Marengo, à la bataille de Pozzolo et au passage du Mincio le 4 nivôse an IX (25 décembre 1800) et au siège et à la prise de Peschiera le 29 nivôse an IX (19 janvier 1801). 

### 101erégimentd'infanterie de ligne (1803-1815)

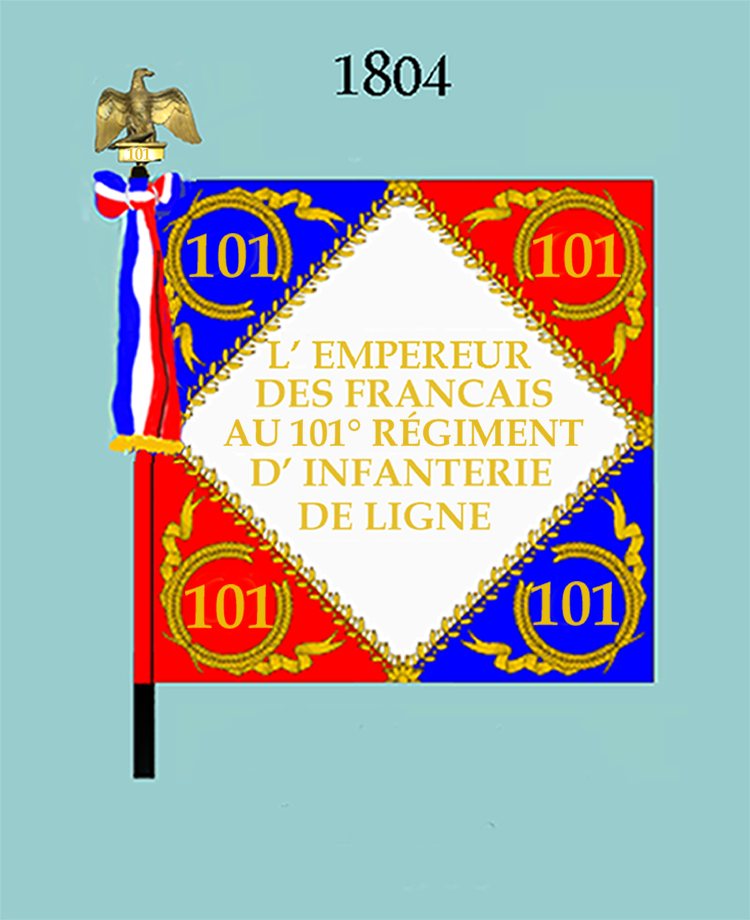
Drapeau modèle de 1804 (avers)
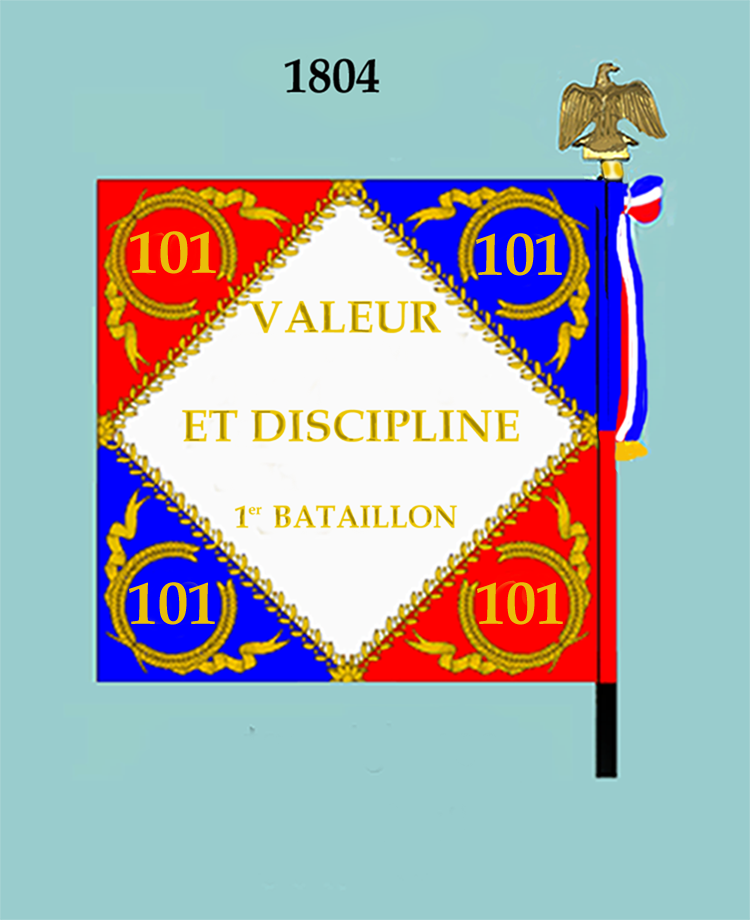
Drapeau modèle de 1804 (revers)
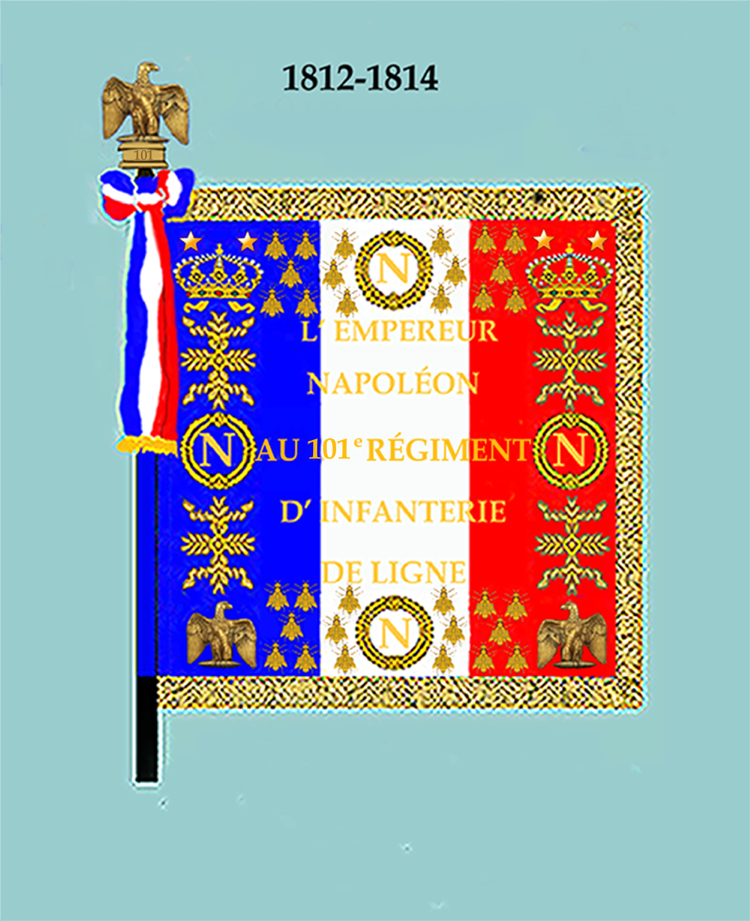
Drapeau modèle de 1812 (avers)
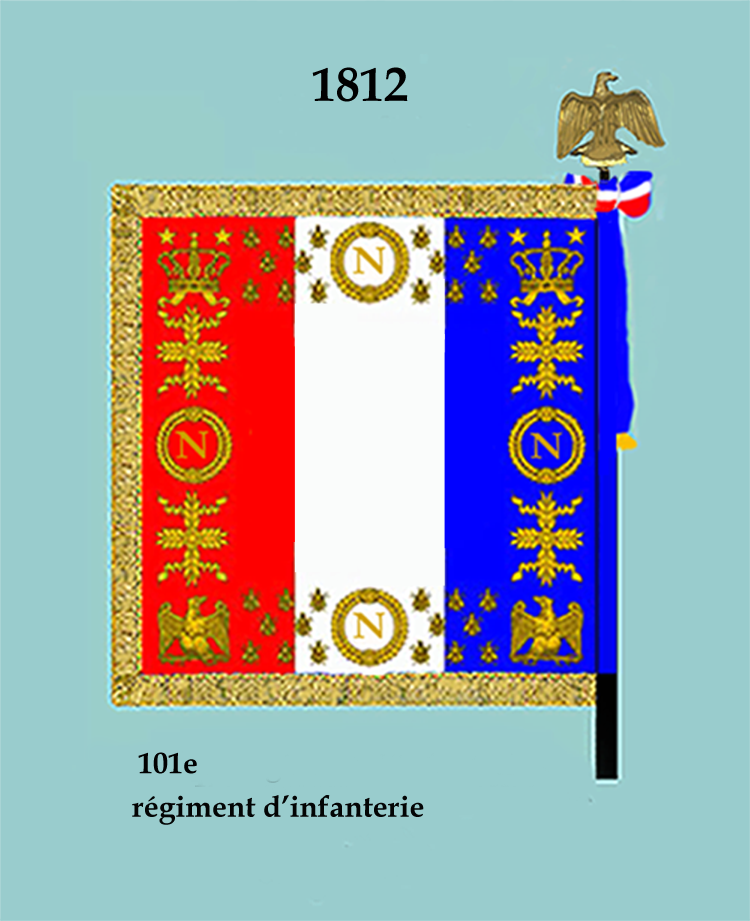
Drapeau modèle de 1812 (revers)
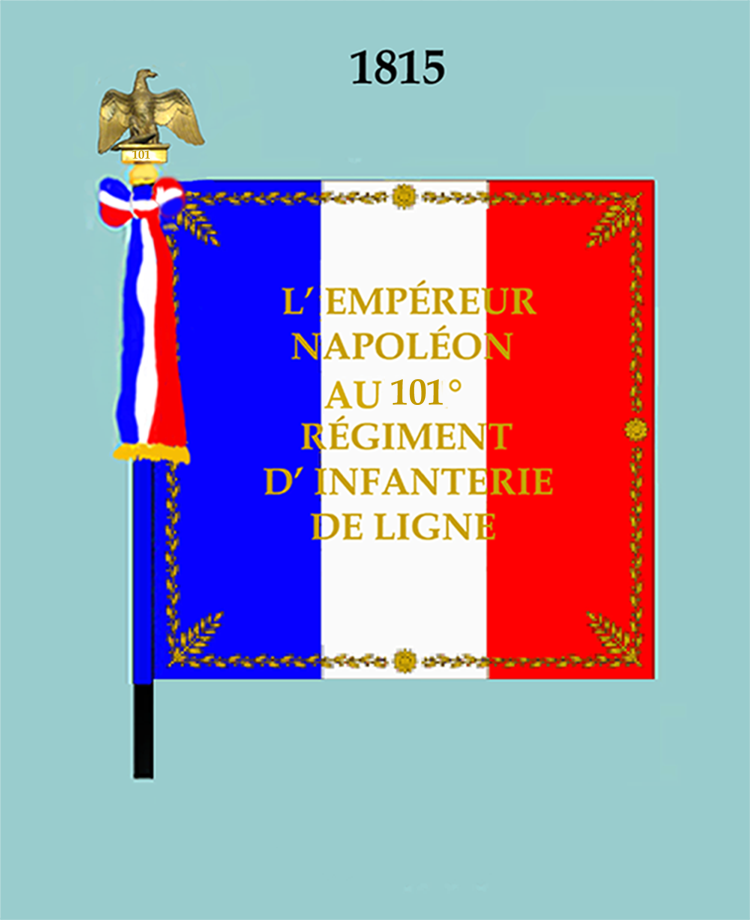
Drapeau modèle de 1815 (avers)
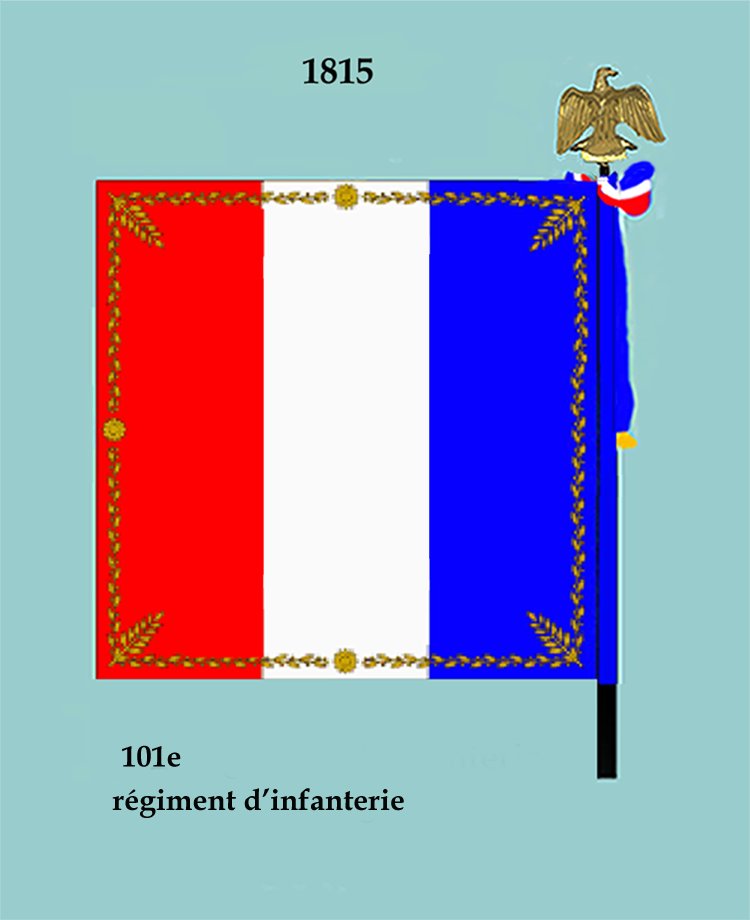
Drapeau modèle de 1815 (revers)

#### Guerres de la Révolution et de l'Empire
Par décret du  1er vendémiaire an XII (24 septembre 1803), le Premier Consul prescrit une nouvelle réorganisation de l'armée française. Il est essentiel de faire remarquer, pour faire comprendre comment, souvent le même régiment avait en même temps des bataillons en Allemagne, en Espagne et en Portugal, ou dans d'autres pays de l'Europe, que, depuis 1808, quelques régiments comptaient jusqu'à 6 bataillons disséminés, par un ou par deux, dans des garnisons lointaines et dans les diverses armées mises sur pied depuis cette date jusqu'en 1815.

Ainsi, le 101e régiment d'infanterie de ligne est formé à 3 bataillons avec la 1er, 2e et 3e bataillons de la 101e demi-brigade de deuxième formation.
Après avoir combattu lors du passage de l'Adige, Le 8 brumaire an XIV (30 octobre 1805), le 101e régiment, qui faisait partie de la division Gardanne, soutint sa réputation à l'attaque de Caldiero puis après avoir marché sur Naples, il participe au siège de Gaète.
Le régiment, comme l'armée d'Italie, resta inactive jusqu'en 1809, où il prend part à la campagne du Tyrol.
En 1811, le régiment est incorporé dans l'armée de Portugal et participe au combat d'Aldeia da Ponte permettant le ravitaillement de Ciudad Rodrigo.
Le 22 juillet 1812, lors de la bataille des Arapiles, le 101e forme avec le 23e léger la 2e brigade de la 7e division de l'armée de Portugal commandée par le Jean Guillaume Barthélemy Thomières. Cette division qui formait l'extrême gauche de l'armée fut très éprouvée : le général Thomières fut tué, et sa division contrainte de reculée chargée sur les 2 flancs par la cavalerie ennemie. Le 101e fut l'un des régiments les plus éprouvés : le colonel Dherbez-Latour fut tué et le régiment, qui comptait 61 officiers et 1 388 hommes, n'avait plus le soir que 29 officiers et 412 hommes. De ces débris on forma un seul bataillon, le 1er bataillon, qui resta en Espagne. Les 2e, 3e et 4e bataillons sont reconstitués en France et aussitôt organisés, et affectés au 12e corps de la Grande Armée commandé par le duc de Reggio. Le 101e formait avec le 4e léger napolitain, la 2e brigade de la division Pacthod.
Le 20 mai 1813, durant campagne d'Allemagne, lors de la bataille de Bautzen, le 12e corps formait la droite de l'armée. La division Pacthod franchit la première la Sprée, refoula l’infanterie russe de Miloradovitch et maintint le passage ouvert aux deux autres divisions du corps d’armée. Celles-ci une fois en ligne, la marche en avant fut reprise sur toute la ligne et, à 6 heures du soir, le 12e corps avait enlevé de vive force les hauteurs du Tronberg et Bautzen était conquis.

Le 15 août 1813, le 101e passa dans le 7e corps d'armée, commandé par le général baron Reynier, qui se composait de la division française Durutte et des deux divisions saxonnes.

Le 6 octobre, le 101e prend part à la bataille de Jüterbog et le 7 octobre avec le 42e il participe au combat de Soffenitz. 

Du 16 au 19 octobre, au bruit du canon de Leipzig, le 7e corps marcha toute la journée et le 17 il est placé à Sellerhausen en face des Prussiens et des Suédois commandés par Bernadotte. Lorsque
le maréchal Ney voulut faire emporter par les Saxons le village de Paunsdorf, ceux-ci, non contents de passer à l'ennemi, tournèrent leurs feux contre la division Durutte (dont faisait partie le 101e). Pendant plus d'une heure, 5 000 Français luttèrent contre 20 000 Saxons et Prussiens avant d'être secourus par la division Delmas. Le lendemain, les soldats de la division Durutte se battaient encore à l'arrière-garde contre les Prussiens du général von Bülow, dans les faubourgs de Leipzig, quand le pont de l'Elster sauta. Il n’y eut que des débris de cette division qui parvinrent à s'échapper. De ceux du 101e régiment d'infanterie on reforma deux petits bataillons qui furent placés dans le 4e corps (général Bertrand), et le 31 octobre, à Hanau, ils vengeaient Leipzig en aidant la Vieille Garde à jeter les Bavarois dans la Kinzig.

Dans cette même année 1813, le 6e bataillon du 101e régiment, formé à Gênes en Italie, faisait partie de la 29e demi-brigade provisoire rattaché et au corps d'observation de l'Adige. Le 19 novembre, cette demi-brigade, appuyée par un bataillon du 1er régiment étranger et conduite par le général Marcognet, culbutait les Autrichiens au combat de San-Martin, et le 3 décembre, le bataillon prenait part à un nouveau combat entre Fratta Polesine et Rovigo.
Toujours en 1813, le 1er bataillon qui était resté en Espagne est engagé le 1er septembre dans le passage de la Bidassoa et les 9 et 10 décembre dans des combats près de Bayonne (Bataille de la Nive, Bataille d'Arcangues).
En 1814, les soldats du 101e régiment d'infanterie de ligne combattaient sur toutes nos frontières. Durant la campagne de France, les compagnies combattent le 14 février 1814 à la bataille de Vauchamps, et le 27 février, durant la bataille de Bar-sur-Aube, quelques compagnies des 101e et 105e de ligne, sous le général Monfort, assurent à la cavalerie de Kellermann le passage du pont de Dolancourt, en se précipitant sur les batteries ennemies.
Le 6e bataillon combattait toujours dans les Alpes, et dans les Pyrénées le 1er bataillon, revenant d'Espagne, prenait part à plusieurs combats devant Bayonne.
Après l'abdication de l'Empereur, l’armée française ne compte plus que 90 régiments d’infanterie de ligne. Ainsi par l'ordonnance du 12 mai 1814, le 101e régiment prend le no 82. 
À son retour de l'île d'Elbe, le 1er mars 1815, Napoléon Ier prend, le 20 avril 1815, un décret qui rend aux anciens régiments d'infanterie de ligne les numéros qu'ils avaient perdus sous la Première Restauration. Le régiment redevient 101e régiment d'infanterie et participe, durant les Cent-Jours à la défense de Neuf-Brisach.
Le 16 juillet 1815, comme l'ensemble de l'armée napoléonienne, il est licencié à la Seconde Restauration.
Le no 101 reste vacant jusqu'en 1855.

### 101erégimentd'infanterie de ligne (1855-1856)

#### Second Empire
Le 101e régiment de ligne, composé de 4 bataillons à 6 compagnies est formé par décret du 2 avril 1855 pour participer à la guerre de Crimée.
Les hostilités ayant cessé en Crimée, un décret du 16 avril 1856 supprime le 101e régiment de ligne.
Le no 101 reste vacant jusqu'en 1859.

### 101erégimentd'infanterie de ligne (1859-1870)

#### Second Empire
La campagne d'Italie nécessitant de nouvelles organisations, un décret du 2 mai 1859 créé, à Lyon, de nouveau le 101e régiment d'infanterie de ligne, formé comme les autres régiments à 4 bataillons dont 3 bataillons de guerre à 6 compagnies dont 2 d'élite et un dépôt à 6 compagnies de fusiliers. Les 24 compagnies du 101e furent fournies par les 1er, 3e, 4e, 9e, 12e, 19e, 20e, 22e, 24e, 27e, 28e, 29e, 38e, 48e, 50e, 51e, 54e, 58e, 60e, 68e, 69e, 81e, 87e, 89e et 92e régiments d'infanterie.
Le régiment est constitué le 14 juin 1859 au camp de Sathonay. Le 8 juillet, les bataillons de guerre vinrent à Lyon, et occupèrent les forts de la rive droite de la Saône et le quartier Perrache. Le 16 novembre, le régiment retourne au camp de Sathonay pour s'organiser pour l'expédition de Chine et dut former 2 bataillons à 6 compagnies. L'effectif de chaque bataillon fut fixé d’abord à 800 hommes, puis peu après à 750 seulement. 

Les 25 et 29 novembre, le régiment quitte Lyon et arrive les 26 et 30 novembre à Toulon d'où il embarque les 2 et 3 décembre à bord des transports Calvados, Duperré et Entreprenante pour débarquer à Tche-Tour les 8 et 10 juin 1860.

Après avoir participé à plusieurs combats le régiment se couvre de gloire lors de la bataille de Palikao, (21 septembre 1860), le 1er bataillon embarque à Shanghai en mai et juin 1861 pour débarquer à Marseille et Toulon, tandis que le 2e bataillon embarque, le 31 mars, à Tientsin sur le transport Nièvre pour prendre part aux opérations en Cochinchine, et débarque le 21 avril à Saïgon. 
Après opéré dans la province de Ki Hoa, le 2e bataillon est envoyé, en novembre 1861, à Biên Hòa et rentre à Saigon le 29 décembre.
Le 6 février 1862 le  2e bataillon embarque sur l'Entreprenante et le Rhin et, le 17 février 1862, le régiment est dissous.

### 101erégimentd'infanterie

#### De 1871 à 1914
Un décret du président de la République en date du 10 avril 1872 ayant prescrit que les régiments provisoires devenaient définitifs et prendraient la dénomination de régiment de ligne avec un numéro de série, le 1er régiment d'infanterie provisoire prend la dénomination de « 101e régiment d'infanterie de ligne ».
En 1877, le « 101e régiment d'infanterie de ligne » quitte les garnisons de Paris pour celles de Laval.
En septembre 1881, le 4e bataillon est désigné pour faire partie du corps expéditionnaire envoyé en Tunisie. Il quitte Laval le 8 octobre et débarque à La Goulette le 12 du même mois et entre dans Tunis. Il passe un an dans la Kasbah de cette ville tout en fournissant plusieurs détachements.

Le 30 septembre 1882, le bataillon s'embarque à La Goulette pour Gabès.

Après avoir servi d'escorte au général Philebert, le 101e fait partie de la colonne qui opère dans le sud contre les Toujanes et les Kaouaïa.

Après cette première expédition le 101e parcourut les oasis du sud de la Régence et opère une razzia sur les Ouled-Khalifa.

Le 9 février 1883, le 101e rentre à Gabès et Ras el Oued ou il reste jusqu'en mars 1885.

Pendant ce long espace de temps, il ne resta pas inactif, il fut employé à des travaux de toutes sortes et accompagna des convois, servit d'escorte à plusieurs missions topographiques.

En juin 1884, une compagnie est détachée dans l'ile de Djerba. 

Le 12 mars 1885, le 101e quitte Gabès pour se rendre à Sousse d'où il détache des compagnies à Mahdia et Monastir.

En avril 1886, le 4e bataillon du 101e reçoit l'ordre de rentrer en France. Il embarque à Sousse le 2 mai et rejoint le reste du régiment à Laval le 6 mai.
Lors de la réorganisation des corps d'infanterie de 1887, le 1er bataillon forme le 156e régiment d'infanterie

#### Première Guerre mondiale
À la mobilisation, le régiment est caserné à Paris (Saint-Cloud) et Dreux. Il fait partie de la 13e brigade, 7e division d'infanterie, 4e corps d'armée.
À la 7e division d'infanterie d'août 1914 à juin 1915.
À la 124e division d'infanterie jusqu'en novembre 1918.

##### 1914
Combat dans les Ardennes. Le régiment avec la 7e division est déplacé sur la place forte de Paris.
Bataille de l'Ourcq, Somme, Picardie, puis à nouveau la Somme en décembre.

##### 1915
janvier - février : secteur de l'Aisne.
février - décembre : seconde bataille de Champagne

##### 1916
janvier - avril : secteur de Champagne.
mai - juin : secteur de Verdun.
juin - septembre : secteur de la Marne.
septembre - décembre : secteur de Verdun.

##### 1917
janvier - février : secteur de la Somme.
mars - avril : secteur de la Woëvre.
mai - décembre : secteur de la Marne.

##### 1918
secteur de Champagne.
secteur de l'Aisne.
" Brillant régiment qui vient de faire preuve d'une bravoure admirable et d'un mordant irrésistible." Général Ecochard, 1918.

#### Seconde Guerre mondiale

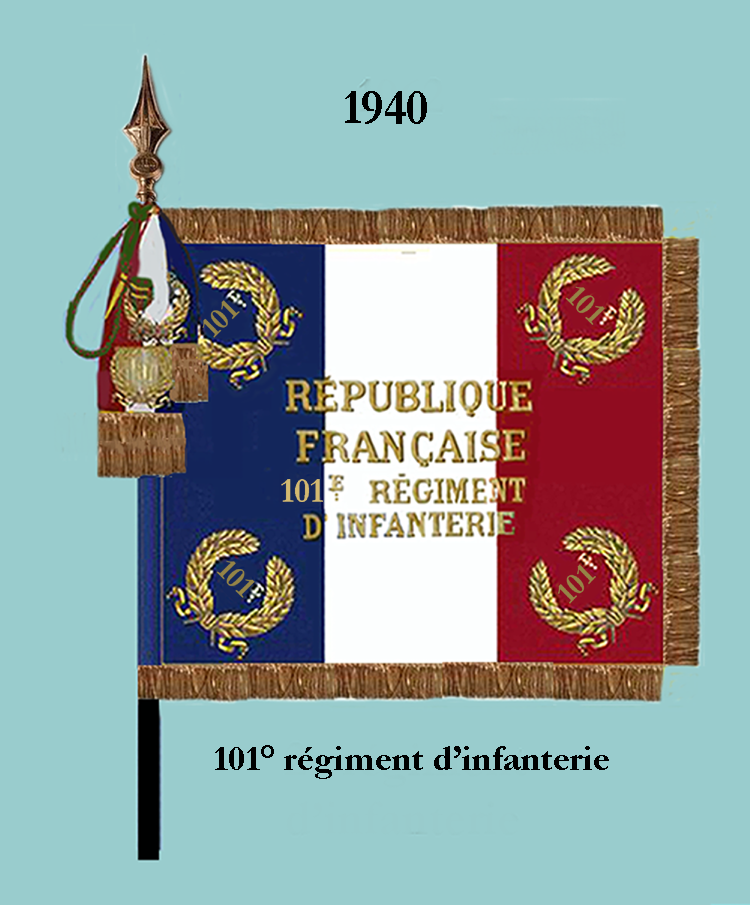
Drapeau modèle de 1940 (avers)
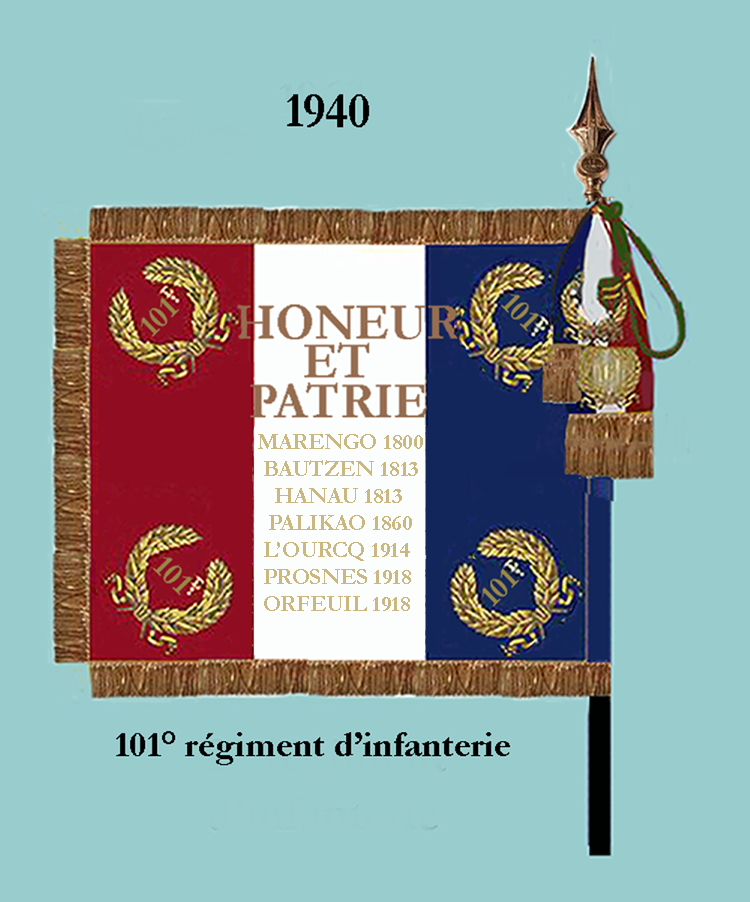
Drapeau modèle de 1940 (revers)

Formé le 9 septembre 1939 sous le nom de 101e régiment d'infanterie, il est commandé par le lieutenant-colonel Brosse. Région Militaire, Centre Mobilisateur d'infanterie ; réserve A RI type NE ; il est mis sur pied par le CMI 211.
Le régiment fait partie de la 41e division d'infanterie qui renforce le sous-secteur de Marville (secteur fortifié de Montmédy) à la veille de l'offensive allemande.

## Drapeau
Il porte, cousues en lettres d'or dans ses plis, les inscriptions suivantes :

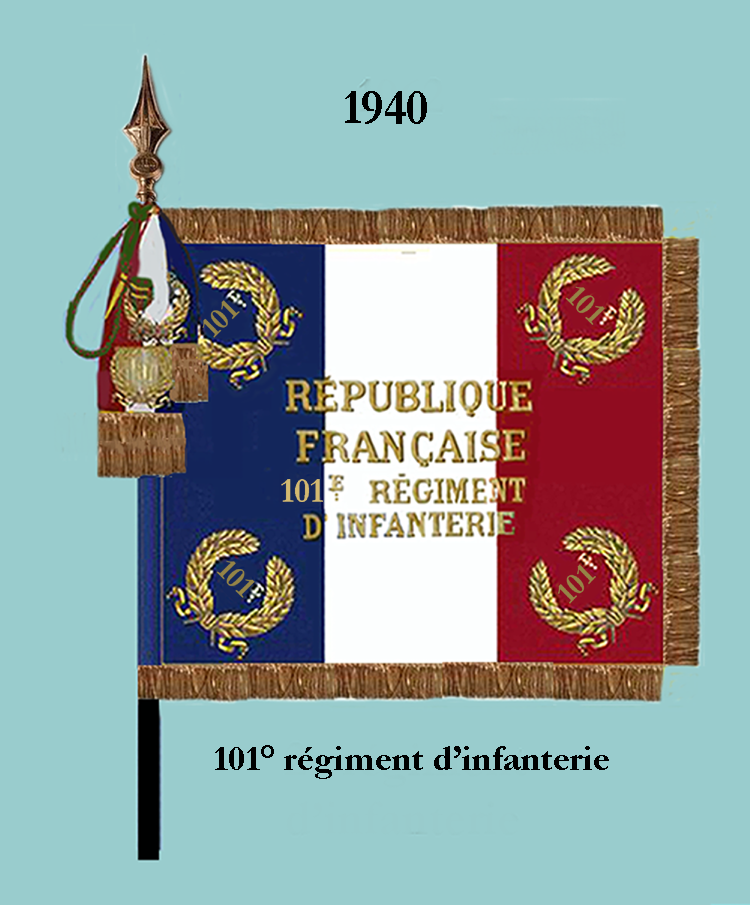
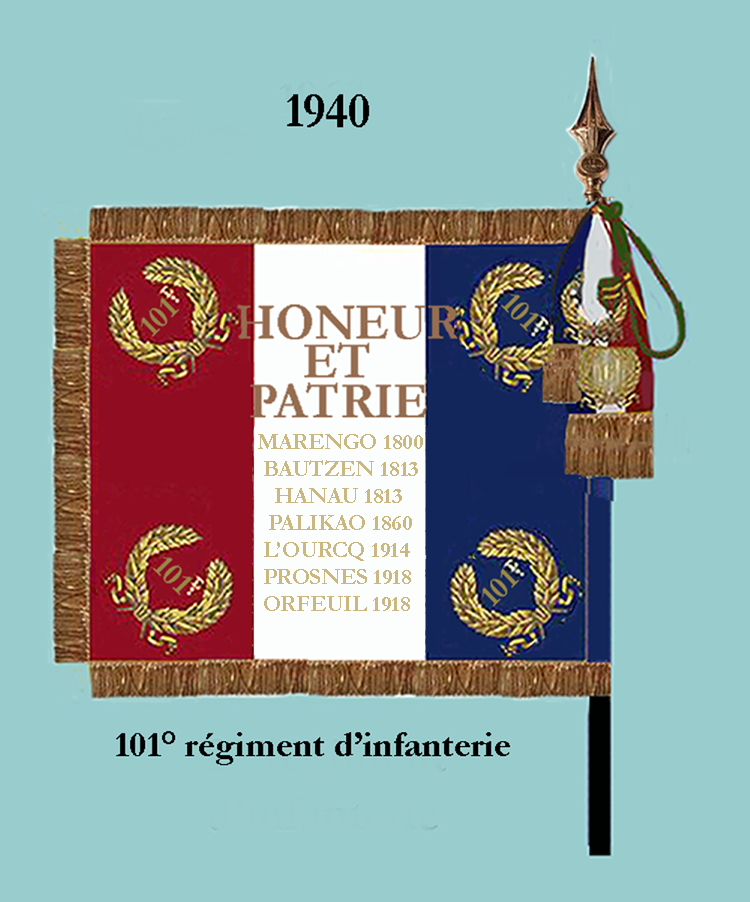

- Marengo 1800
- Bautzen 1813
- Hanau 1813
- Palikao 1860
- L'Ourcq 1914
- Prosnes 1918
- Orfeuil 1918

## Décorations
Sa cravate est décoré de la croix de guerre 1914-1918 avec 2 palmes et 1 étoile vermeil .
Il a le droit au port de la fourragère aux couleurs du ruban de la croix de guerre 1914-1918.

## Insigne

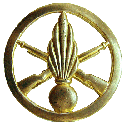
insigne de béret d'infanterie

## Personnalités ayant servi au101eRI
- Jean Florimond Gougelot (1743-1795), alors capitaine.
- Pierre Flament (1878-1916), soldat au régiment de 1898 à 1899. Son nom est inscrit au Panthéon parmi les 560 écrivains morts au combat pendant la Première Guerre mondiale.
- Jean Lelong (1884-1914), avocat et journaliste, agent de liaison au 2e bataillon tué à Champien le 25 septembre 1914. Son nom de plume, Jean Brezolles, est inscrit au Panthéon parmi les 560 écrivains morts pour la France.
- Le comédien Aimé Clariond (1894-1959), sergent au 101e, fait prisonnier au fort de Vaux.

## Sources et bibliographie
- Historique du 101e régiment d'infanterie de ligne
- Général Andolenko : Recueil d'Historiques de l'Infanterie Française - Eurimprim 1969.
- Historiques des corps de troupe de l'armée française (1569-1900)
- French Infantry Regiments and the Colonels who Led Them: 1791 to 1815
- Émile Mugnot de Lyden : : Nos 144 Régiments de ligne
- C. Tanera : Historique du 101e régiment d'infanterie de ligne
- Imprimerie L Moreau à Laval : Historique du 101e régiment d'infanterie de ligne